# Dick Zondag
Dick Zondag est un réalisateur et animateur américain, spécialisé dans le domaine du cinéma d'animation.

## Carrière
Zondag commence à travailler et se fait remarquer dans les studios du réalisateur Don Bluth. En effet, il travaille à des postes importants sur les films Le petit dinosaure et la vallée des merveilles, Charlie et Rock-O-Rico.
Il rejoint ensuite les studios Amblimation où il réalise avec son frère Ralph Zondag, Simon Wells et Phil Nibbelink, le film Les Quatre Dinosaures et le Cirque magique. Après la fermeture des studios, Zondag est recruté par les studios Disney où il travaille comme animateur.

## Filmographie
Comme réalisateur
- 1993 : Les Quatre Dinosaures et le Cirque magique (avec Simon Wells, Phil Nibbelink et Ralph Zondag)
- 1993-1995 : ReBoot (série télé; 15 épisodes)

Comme animateur
- 1985 : Les Bisounours, le film
- 1985 : Eworks (série télé, 13 épisodes)
- 1986 : Fievel et le nouveau monde
- 1988 : Le petit dinosaure et la vallée des merveilles
- 1989 : Charlie
- 1991 : Rock-O-Rico (storyboadeur)
- 1994 : Astérix et les indiens
- 1995 : Balto, chien-loup, héros des neiges
- 2000 : Dinosaure
- 2005 : Chicken Little
- 2007 : Bienvenue chez les Robinson
- 2008 : Volt, star malgré lui

Comme doubleur
- 1989 : Charlie : voix additionnelle